# Anactenia daganialis
Anactenia daganialis är en fjärilsart som beskrevs av Hans Georg Amsel 1956. Anactenia daganialis ingår i släktet Anactenia och familjen mott. Inga underarter finns listade i Catalogue of Life.